# 中世城郭研究会
中世城郭研究会（ちゅうせいじょうかくけんきゅうかい）は、関東近県を中心に活動する城郭専門の研究会。創立は1971年（昭和46年）。2021年に創立50年を迎えた。前身は、「日本城郭学生研究会」だった。
会の名称には、創立当時まだまだ市民権を得ていなかった用語「中世城郭」を用いて、中世城郭を研究することを強調している。略称は中城研。

## 活動
例会は月1回であり、原則として第3日曜日に行っている。
- 冬（11～4月） - 関東近県の城郭調査
- 夏（5～10月） - 室内での会員の発表などによる研究会

上記の外、毎年、次の行事を行っている。
- 4月 - 地方の城郭調査合宿
- 8月 - 『全国城郭研究者セミナー』[7]の開催
- 10月 - 一般向けの城郭見学会[8]
- 11月 - 関東関西合同合宿（関西の城郭談話会と共催）

中世城郭研究会の主要メンバーによって構成された「倭城址研究会」による『倭城 I』（1979年）は、倭城研究の先鞭を付けた良書である。20以上の倭城を調査している。
『図説中世城郭事典』（1987年）全3巻は、その縄張図と解説の約半数が中世城郭研究会の会員の手によるものである。
創立期のメンバーは約30人であり、教師、サラリーマン、自営業などだった。城郭の保存運動もしていた。

## 刊行物
- 『中世城郭研究』 - 1987年（昭和62年）創刊の会誌。この年から毎年発行されている[12][10]。
- 『縄張図とともに』[13] - 1991年。中世城郭研究会20周年記念誌。
- 『東国の中世城郭』[14] - 2010年。静岡県以北の城の縄張図集。